# Асахи (город)
Асахи (яп. 旭市 Асахи-си) — город в Японии, находящийся в префектуре Тиба. Площадь города составляет 129,91 км², население — 67 362 человека (1 августа 2014), плотность населения — 518,53 чел./км².

## Географическое положение
Город расположен на острове Хонсю в префектуре Тиба региона Канто. С ним граничат города Тёси, Соса, Катори и посёлок Тоносё.

## Население
Население города составляет 67 362 человека (1 августа 2014), а плотность — 518,53 чел./км². Изменение численности населения с 1980 по 2005 годы:
| 1980 | 65 405 чел. |  |
| 1985 | 67 974 чел. |  |
| 1990 | 69 800 чел. |  |
| 1995 | 71 382 чел. |  |
| 2000 | 71 176 чел. |  |
| 2005 | 70 643 чел. |  |

## Символика
Деревом города считается Pinus thunbergii, цветком — камелия.

## Города-побратимы
- Тино, Япония
- Накагусуку, Япония